# Vultum Dei quaerere
Vultum Dei quaerere (česky Hledání Boží tváře) je apoštolská konstituce vydaná papežem Františkem 29. června 2016, která se týká kontemplativního života žen.

## Obsah
Kapitoly apoštolské konstituce, které rozvádějí a prohlubují její obsah, jsou rozděleny do následujících částí
1. Ocenění, chvála a díkůvzdání za zasvěcený život a kontemplativní mnišský život
2. Doprovázení a vedení ze strany církve
3. Základní prvky kontemplativního života
4. Otázky, které vyžadují rozlišování a revizi norem
5. Svědectví mnišek

Na začátku papež znovu vysvětluje smysl a směřování kontemplativního života zasvěcených osob, počínaje hledáním Boha a svědectvím učedníků při Kristově proměnění: „Pane, je dobře, že jsme tady“. Tento oblouk staví až k životu zasvěcených panen a ke kontemplativnímu mnišskému životu, jehož historický vývoj podrobně vysvětluje a oceňuje v souvislosti se zasvěcenými pannami a ženskými řády v bodech 5 a 6. Kontemplativní řeholnice přitom přirovnává k majáku, bez něhož by se ztratili ti, kdo se nacházejí na širém moři.
Konstituce zavádí nová pravidla pro kontemplativní život žen a zdůrazňuje význam mnišského života zaměřeného na Boha. Zavádí také nová ustanovení o federaci kontemplativních komunit. Ty části kanonického práva, které jsou v rozporu s Vultum Dei quaerare, byly konstitucí částečně zrušeny; František zejména citoval části apoštolské konstituce papeže Pia XII. s názvem Sponsa Christi a také části instrukcí Inter Praeclara, vydaných v roce 1950, a Verbi Sponsa, vydaných v roce 1999.
Zvláštní pozornost věnoval pokračující činnosti, doporučoval klášterům spolupráci a sdílení zdrojů a za tímto účelem podporoval sdružování s jinými komunitami.
Body 7 a 8 obsahují komentáře k ekleziologii a duchovnímu vedení mnišek, v nichž papež vychází z děl svých předchůdců, jako jsou Vita consecrata a Perfectae caritatis, dále z dogmatické konstituce o církvi Lumen gentium a navíc odkazuje na některé dokumenty Kongregace pro instituty zasvěceného života a společnosti apoštolského života, které byly vydány v letech 1992–2002. Odtud papež František vysvětluje, proč se mu zdálo vhodné vydat novou apoštolskou konstituci, která zohlední „jak intenzivní a plodnou cestu, kterou sama církev v posledních desetiletích urazila ve světle učení Druhého vatikánského koncilu, tak změněné společensko-kulturní podmínky“.
Po shrnutí základních prvků kontemplativního života, počínaje samotným Kristem a Matkou Boží pod křížem, vede konstituce od bodu 12 k „zvážení a objasnění“ některých bodů týkajících se jak zasvěceného života obecně, tak zejména mnišského života. Mezi těmito body papež uvádí: formaci, modlitbu, Boží slovo, svátosti eucharistie a smíření, sesterský život v komunitě, autonomii, federace, význam a organizaci kláštera, každodenní práci, mlčení v životě komunity, používání komunikačních prostředků a případně sociálních médií a askezi.
Papež se věnoval otázce přijímání kandidátek řeholí a formaci v noviciátu. Před kláštery stojí závažný úkol rozlišovat mezi povoláním a spiritualitou kandidátek, což zabere značné množství času.
V bodě 31 papež vysvětluje povahu a formu klauzurního života, v němž uvádí čtyři základní formy: papežská, konstitutivní a mnišský klauzurní život – který vylučuje vnější úkoly – a také klauzurní život vlastní všem řeholním institutům. V rámci téhož řádu by měl být způsob dodržování klauzury vnímán jako bohatství, nikoliv jako překážka pro společenství sester.
V této souvislosti se papež věnuje také používání sociálních médií. Přestože digitalizace změnila způsob, jakým lidé mezi sebou komunikují, je třeba moudře rozlišovat, zda používání těchto prostředků slouží kontemplativnímu životu a nezbytným vazbám. Neměly by „vést k rozptýlení a úniku od sesterského života ve společenství“, neměly by škodit povolání ani být překážkou kontemplativního života.
Další oddíl, začínající bodem 36, se zabývá svědectvím řeholních sester v církvi a ve světě. Nakonec konstituce obsahuje dispozice církevní povahy.

## Zveřejnění
Arcibiskup José Rodríguez Carballo, O.F.M., sekretář Kongregace pro instituty zasvěceného života a společnosti apoštolského života, během tiskového brífinku ve Vatikánu, na kterém bylo Vultum Dei quaerere představeno veřejnosti, poznamenal, že
v nástinu základních prvků [kontemplativního života] nechybí výslovné odkazy na kontemplativní ženy, kterým je předkládána ikona Marie jako summa contemplatrix [tj. největší kontemplátorky], „Marie, Panny, Nevěsty a Matky, která přijímá a opatruje Slovo, aby je vrátila světu ... aby pomohla zrodit a rozmnožit Krista v srdcích mužů a žen“.

## Prováděcí předpisyCor orans
Římská kongregace pro instituty zasvěceného života a společnosti apoštolského života vydala 15. května 2018 prováděcí předpisy k apoštolské konstituci pod názvem Cor orans.